# Cryptoiclus rodriguezi
Genre
Espèce
Cryptoiclus rodriguezi, unique représentant du genre Cryptoiclus, est une espèce de scorpions de la famille des Diplocentridae.

## Distribution
Cette espèce est endémique de la province de Guantánamo à Cuba. Elle se rencontre à Baracoa et Maisí.

## Description
Le mâle décrit par Teruel et Rodriguez-Cabrera en 2021 mesure 25,80 mm et les femelles de 19,73 à 29,91 mm.

## Étymologie
Cette espèce est nommée en l'honneur de Tomás Michel Rodríguez.

## Publication originale
- Teruel & Kovařík, 2012 : Scorpions of Cuba. Jakub Rolcik - Clarion Production, p. 1-232.